# Ornella Pozzolo
Ornella Pozzolo (Torriglia, 2 febbraio 1943) è una scrittrice e poetessa italiana.

## Biografia
A diciannove anni pubblica il suo primo racconto su Novella, rivista al femminile diretta da Carlo Sprea, successivamente collabora a riviste letterarie.
Frequentata la Scuola d'Arte Drammatica del Teatro Stabile di Genova diretta da Luigi Squarzina, ha scritto numerosi testi e adattamenti per un gruppo teatrale di ricerca del quale ha fatto parte per dieci anni.
Nota come autrice di libri per ragazzi tra i quali La favola dell'oca sbadata, nella collana Leggogioco diretta da Guido Quarzo, Anna senza confini, Ed Arka tradotto in cinque lingue  (illustrato da Nicoletta Ceccoli) e Voglio essere una bambina delle fiabe, Salani Editore. 
Nell'ottobre 2015 ha pubblicato Un topo tutto per me', Ed. Coccole Books.
Nel 2013 esordisce nella poesia con la raccolta Falene erotiche, Ex Cogita Editore di Luciana Bianciardi.

## Opere

### Libri per l'infanzia
- La favola dell'oca sbadata, Signum Scuola, 1999, ISBN 978-88-466-1019-5.
- Una conchiglia così cosà, Colors, 2000, illustrazioni di Sergio Frediani, ISBN 978-88-87119-43-5
- Ciao, sono Zoe. Confidenze di una scrittrice, Signum Scuola, 2002, ISBN 978-88-466-1047-8.
- Anna senza confini, Arka, 2002, illustrazioni di Nicoletta Ceccoli, ISBN 978-88-8072-122-2
  - O Atlas da Ana, Horizonte, 2002, ISBN 978-972-24-1180-6
    - Ana u svijetu bez granica, Golden Marketing, 2002, ISBN 978-953-212-094-3. 
      - Annas Welt hat keine Grenzen: eine Erzählung, Ennsthaler, 2004, ISBN 978-3-85068-641-9.
- Voglio essere una bambina delle fiabe, Salani, 2003, ISBN 978-88-8451-153-9.
- Mister Cucù, Emme Edizioni, 2008, ISBN 978-88-6079-185-6.
- Un topo tutto per me. Coccole Books, 2015, ISBN 978-88-98346-51-6.

### Poesie
- Falene erotiche, Ex Cogita, 2013, ISBN 978-8896678695